# Raymond Steegmans
Raymond Steegmans (né le 15 mai 1945 à Hasselt) est un coureur cycliste belge. Professionnel de 1966 à 1974, il a remporté deux étapes et le classement par points du Tour d'Espagne en 1969.

## Palmarès

### Palmarès amateur
- 1965
  - 3e étape du Tour du Limbourg amateurs
- 1966
  - Une étape du Tour du Bordelais
  - 3e du championnat de Belgique amateurs
  - 3e de la Coupe Marcel Indekeu

### Palmarès professionnel
- 1967
  - 3e de Bruxelles-Ingooigem
- 1968
  - 2e du Grand Prix de la Banque
- 1969
  - Tour d'Espagne :
    -  Classement par points
    - 5e et 14ea étapes
- 1971
  - 2e de la Maaslandse Pijl
- 1972
  - Grand Prix du 1er mai
  - 4eb étape du Tour de la Nouvelle France
- 1974
  - 3e du Circuit des Ardennes flamandes - Ichtegem

### Résultats sur les grands tours

#### Tour d'Espagne
5 participations
- 1968 : hors délais (8e étape)
- 1969 : 44e, vainqueur du  classement par points et des 5e et 14e étapes,  leader durant 3 jours
- 1970 : abandon (11e étape)
- 1974 : hors délais (9e étape)
- 1975 : hors délais (6e étape)